# Philharmonic Hall
Philharmonic Hall je koncertní síň v Liverpoolu. Původní budova byla otevřena v srpnu 1849 po tříleté výstavbě a zanikla po požáru v roce 1933. Výstavba nové začala v červnu 1937 podle návrhu architekta Herberta Jamese Rowsea a k jejímu otevření došlo o dva roky později koncertem dirigovaným Thomasem Beechamem. V devadesátých letech byla ke stávající budově přistavena nová část a následně došlo k celkové rekonstrukci původní budovy. Kapacita hlavního sálu je 1700 lidí. Konají se zde koncerty jak klasické, tak i populární hudby (John Cale, Cliff Richard, Brian Wilson), stejně jako nehudební události (kino, stand-up comedy). Budova je zařazena na seznamu britských památkově chráněných budov, tzv. listed buildings (stupeň II*).